# Rocky Harbour
Rocky Harbour är en ort i Kanada.   Den ligger i provinsen Newfoundland och Labrador, i den östra delen av landet, 1 400 km öster om huvudstaden Ottawa. Rocky Harbour ligger 81 meter över havet och antalet invånare är 979.
Terrängen runt Rocky Harbour är kuperad åt sydost, men åt nordväst är den platt. Havet är nära Rocky Harbour västerut. Trakten runt Rocky Harbour är nära nog obefolkad, med mindre än två invånare per kvadratkilometer.. Rocky Harbour är det största samhället i trakten. 
I omgivningarna runt Rocky Harbour växer i huvudsak blandskog.